# سی. ای. روزتی
کنستانتین الکساندرو روزتی (تلفظ رومانیایی: [konstanˈtin alekˈsandru roˈseti]؛ ۲ جون ۱۸۱۶–۸ اپریل ۱۸۸۵ میلادی)، رهبر ادبی و سیاسی رومانیایی بود که در بخارست، در خانواده شاهزاده روزتی متولد شد.

## زندگی‌نامه

### قبل از ۱۸۴۸
کنستانتین الکساندرو روزتی در بخارست متولد شد و پسر حاکم الکساندرو روزتی و النا، با تخلص اوبدهانو بود.
او در «کالج ملی سنت ساوا» در بخارست تحصیل کرد که در آنجا معلمانی نظیر «افتیمی مورگو» و «ژان الکساندر ویلانت» داشت. در سال ۱۸۳۲ (یا ۱۸۳۳) میلادی به ارتش پیوست و تا اوت ۱۸۳۶ میلادی، یعنی تا زمانی که استعفا داد، در آنجا خدمت کرد. «او ادبیات را شروع کرد، سپس وارد دستگاه حکومتی شد، در سال ۱۸۴۲ میلادی رئیس پولیس پیتستی بود و سپس در محکمه، «دادستان محکمه مدنی» بخارست شد. وی در ۱۸۴۵ میلادی استعفا داد.»
در سال ۱۸۴۴ میلادی او برای اولین بار به پاریس رفت: «سپس من امیدوار بودم که بعد از ۳–۴ سال کار کردن، به وطنم برمی‌گردم و سرشار از علم و فضایل خواهم درخشید، روزی می‌رسد که حداقل مادرم را خوشحال می‌کنم، من جایگاه وطنم را کمی بالا می‌برم و با این فکر که من رسالت خودم را به خوبی انجام داده‌ام، می‌میرم.» این مربوط به دوستان و همراهان دیگر است: یون سی براتیانو، نقاش کنستانتین دانیل روزنتال، واسیل مولینسکو، آندرونسکو، اسکارلات ویرناو. در پایان سپتامبر (اوایل اکتبر) وی کشور را ترک کرد، زیرا به او خبر دادند که مادرش بیمار است.
پس از مرگ مادرش (دسمبر ۱۸۴۴)، در اواسط ۱۸۴۵ او دوباره عازم پاریس شد، جایی که در دوره‌های مورخان و اندیشمندان ژول میشله، ادگار کینه و دیگر نمایندگان روح انقلابی فرانسه آن زمان شرکت کرد. در اینجا، همراه با اسکارلات ورناوی مولدوایی، وی تلاش کرد تا روابط بین دانشجویان والاچیا و مولداوی را تقویت کند و به ایده‌های جدید تعیین سرنوشت ملی و عدالت اجتماعی روی بیاورد. در این فضا، در دسامبر ۱۸۴۵ میلادی، انجمن دانشجویان رومانیایی در پاریس تأسیس شد که اولین هدف آن کمک به جوانان فقیر اما با استعداد برای تحصیل در پاریس بود. ان یون قیکا به عنوان رئیس انجمن، سی.ای. روزتی در سمت منشی و اسکارلات ویرناو به عنوان صندوقدار تعیین شدند.
در سال ۱۸۴۵ میلادی، روزتی به پاریس رفت و در آنجا با آلفونس دلامارتین، حامی انجمن دانشجویان رومانیایی در پاریس ملاقات کرد. در سال ۱۸۴۷ میلادی او با مری گرانت، خواهر افینگهام گرانت، کنسولگر انگلیس در بخارست ازدواج کرد. کنسولگر نیز با زویا راکوویچ، دختر الکساندرو راکوویچ ازدواج کرد. پُلِ گرانت واقع در نزدیکی Gara de Nord در بخارست، به اسم او نامگذاری شده‌اند.
او در سال ۱۸۴۴ در حوزه لژ ماسونی در پانسیون ماسونیک «طلیعه سکوت مطلق» در پاریس وارد شد و در این پانسیون، تمام پایه‌ها را تا درجه ۱۸ در ۱۸۴۷ میلادی دریافت کرد. در سال ۱۸۴۸ میلادی او در تأسیس خانه نور بخارست شرکت کرد. در سال ۱۹۲۳ میلادی، کارگاهی در بخارست به اسم او نامیده شد و یکی از معدود فراماسونرهای رومانیایی بود که در «فرهنگ لغت فراماسونری» با هماهنگی دانیل لیگو از او یاد شده‌است.
او در جولای-آگوست ۱۸۴۶ میلادی به بخارست بازگشت و شروع به کار کرد: او با دو دوست خارجی که در رومانی زندگی می‌کردند، اریک وینترالدر، اقتصاددان اتریشی و افینگهام گرانت انگلیسی (برادر شوهر آینده‌اش) یک کتابفروشی افتتاح کرد. در نوامبر ۱۸۴۶ میلادی او چاپ فشاری انجمن چاپ ادبی که فعالیت انجمن مخفی برادری را پوشش می‌داد را خرید: «انجمن ادبی رومانی». در این سال‌ها او در مدیریت تجارت بخارست بسیار فعال بود.
در سال ۱۸۴۷ او با مری گرانت ازدواج کرد. همسر او نام خود را به ماریا روزتی تغییر داد. ماریا یک زن اسکاتلندی-فرانسوی و مدل نقاشی انقلابی «رومانی انقلابی» بود که توسط سی.دی. روزنتال، دوست روزتی کشیده شد.[ مری گرانت خواهر افینگهام گرانت، کنسولگر انگلیس در بخارست بود که با زویا راکوویچ رومانیایی، دختر الکساندرو راکوویچ ازدواج کرده بود.

### انقلاب ۱۸۴۸ و تبعید
در طول انقلاب ۱۸۴۸ او یکی از رهبران جریان رادیکال انقلابیون بود. او دبیر دولت موقت، فرماندار پولیس (بخارست) و سردبیر روزنامه Pruncul român‏ بود.
پس از شکست دولت انقلابی، او در اولین دسته از هجرت کنندگان، از کشور خارج شد و توسط ترک‌ها با دو قایق به سمت دانوب، تا مرز اتریش پیش رفت. از اینجا از طریق مجارستان، کرواسی و اتریش، عازم فرانسه شد. او در دسمبر ۱۸۴۸ وارد پاریس شد. در سال‌های تبعید (۱۸۴۸–۱۸۵۷) او در انتشار مجله «رومانی آینده» و به ویژه مجله «جمهوری رومانی» مشارکت داشت، که در آن برای وحدت اصولگرایی در یک دولت دموکراتیک مبارزه می‌کرد.
.
روزتی در انقلاب ولاچی ۱۸۴۸ شرکت کرد. او در میان اولین کسانی بود که توسط شاهزاده گئورگه بیبسکو دستگیر و متهم به برنامه‌ریزی برای کشتن شاهزاده شد. پس از روی کار آمدن دولت موقت در ۱۱ ژوئن ۱۸۴۸، وی پست فرماندهی پولیس را بر عهده داشت. او همچنین سردبیر اولین روزنامه انقلاب مونتنی Pruncul Român بود. وی تا ختم ماه جون با نیکولای بلچسکو، الکساندرو گولسکو و یون سی براتیانو به عنوان منشی دولت موقت خدمت کرد. در ماه اگست، وی به عنوان مدیر وزارت کشور منصوب شد.
پس از شکست خونین انقلاب در ۱۳ سپتمبر ۱۸۴۸، روزتی به همراه دیگر رهبران انقلاب دستگیر شد. دخالت همسرش در آزادی آن‌ها بسیار مهم بود. روزتی به همراه برادران براتیانو، بلچسکو و دیگران به فرانسه هجرت کرد. در حالی که در فرانسه بود، وی نوشتاری در حمایت از ایجاد یک دولت واحد ملی منتشر کرد.

### فعالیت پس از بازگشت به کشور (۱۸۵۷)
در ماه می ۱۸۵۷، او به کشور بازگشت. به همین مناسبت، روزنامه اسرائیلی رومانی شماره ۱۹/۷ ژوئن ۱۸۵۷ را تحت عنوانRusciuk، و شماره ۱۱/۲۵ می۱۸۵۷را با عنوان نامه‌ای از سی.ای. روزتی منتتشر کرد. در این نامه معلوم می‌شود که وی در بازگشت از این هجرت، با گذرنامه سفارت عثمانی و با کمک محافل یهودی وارد کشور شده‌است. پس از بازگشت به کشور، وی روزنامه لیبرال رادیکال «رومانول» را ویرایش کرد و نقش مهمی در مجمع موقت و در انتخاب اسکندرو یوان کوزا به عنوان حاکم کشور رومانی ایفا کرد. در صفحات روزنامه «رومانول»، که تقریباً نیم قرن چاپ شد، از اصلاحات دموکراتیک، برای وحدت ملی و استقلال ملی کشور حمایت کرد.
او یکی از رهبران حزب ملی لیبرال بود که در ۱۸۷۴–۱۸۷۵ تأسیس شد. اما در سال ۱۸۸۴، با درگیری با یون براتیانو، یک تضاد فکری لیبرال را سازماندهی کرد. او با اشتیاق از اعلام استقلال این کشور و مشارکت رومانی در جنگ روسیه و ترکیه در سال‌های ۱۸۷۷–۱۸۷۸ حمایت کرد. در سال ۱۸۵۸ «انجمن کارگران چاپ در بخارست» را تأسیس و ریاست کرد. در سال ۱۸۶۳ وی «انجمن کمک متقابل چاپخانه داران رومانیایی» را به همراه والتر اسکارلات، یوسیف رومانوف، زیسو پوپا، میهالاچ گولسکو و پتر ایسپیرسکو تأسیس کرد.
در سال ۱۸۶۱، او به رومانی بازگشت و به عنوان معاون انتخاب شد و در سال ۱۸۶۶ وزیر آموزش عامه بود. بین ۱۵ تا ۱۶ جولای ۱۸۶۶، او نخست‌وزیر موقت رومانی بود.
وی در موارد متعددی وزیر و رئیس اتاق نمایندگان بود. او بخشی از دولت اول چارلز اول بود و چند ماه وزیر «آموزش عامه و امور مذهبی» بود. وی دوبار شهردار پایتخت شد. به یاد انقلاب رومانیایی در بخارست، Piața Rosetti و میدان سی.ای. روزتی، جایی که بنای یادبود سی.ای. روزتی قرار دارد، ساخته شده‌است.
ادبیات او ماجراهای عاشقانه، سبک تأثرآور و پرشور را ترویج می‌کند. وی در جوانی شعرهای احساسی و میهن‌پرستانه نوشت که توسط بایرون، برانگر، لامارتین و هوگو ترجمه شده‌اند.
در سال ۱۸۶۷، سی.ای. روزتی یکی از اعضای بنیانگذار انجمن ادبی رومانی بود که بعداً به آکادمی رومانی تبدیل شد.
او از برکناری الکساندرو یوآن کوزا در ۱۸۶۶ حمایت کرد. وی در سال ۱۸۷۷ ریاست اتاق نمایندگان را بر عهده داشت و بین سال‌های ۱۸۸۱ تا ۱۸۸۲ وزیر کشور بود.

## میراث
یک خیابان و یک چهارراه در مرکز شهر بخارست و همچنین یک دبیرستان به اسم او نامگذاری شده‌اند.

## نگارخانه

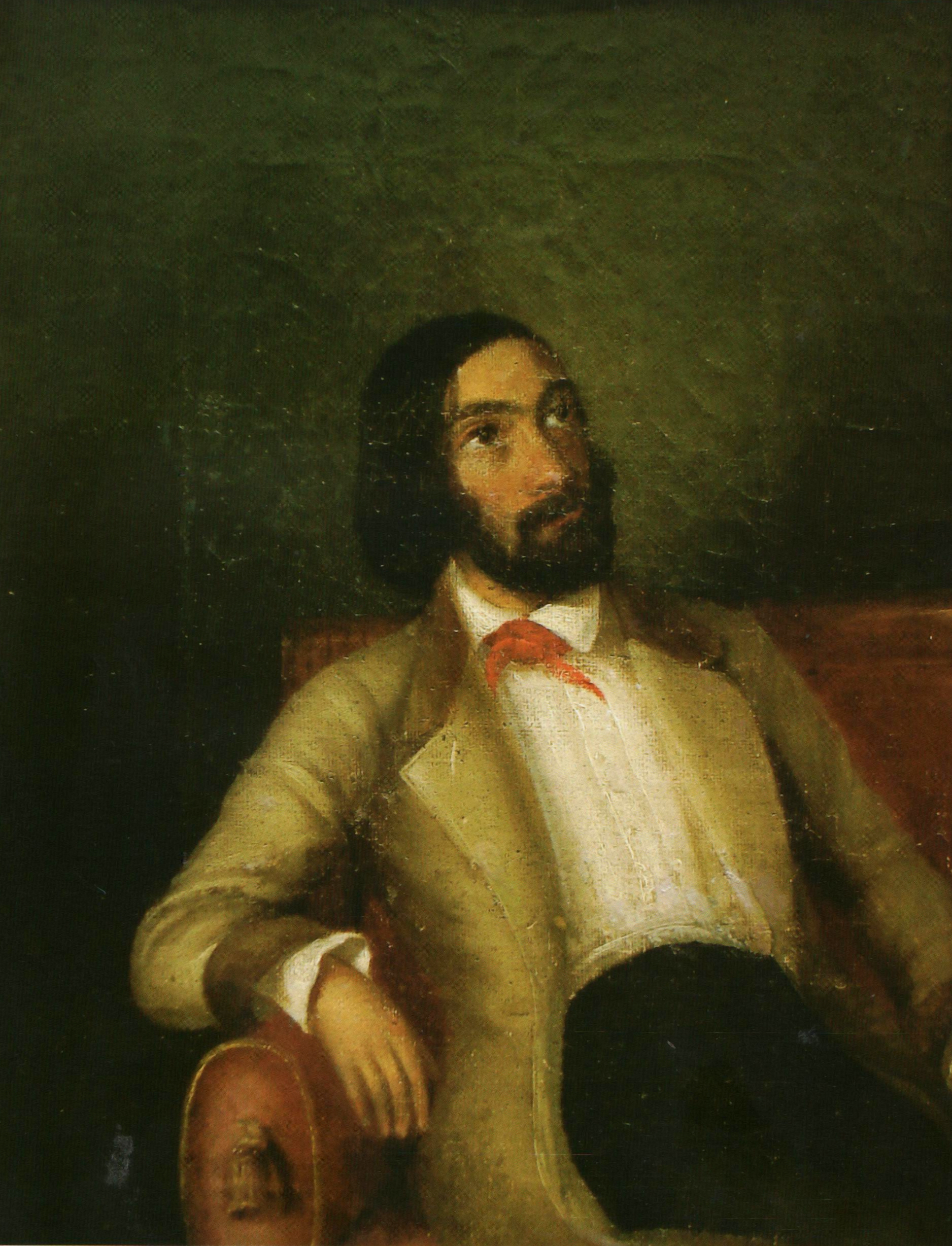
پرتره توسط کنستانتین دنیل روزنتال
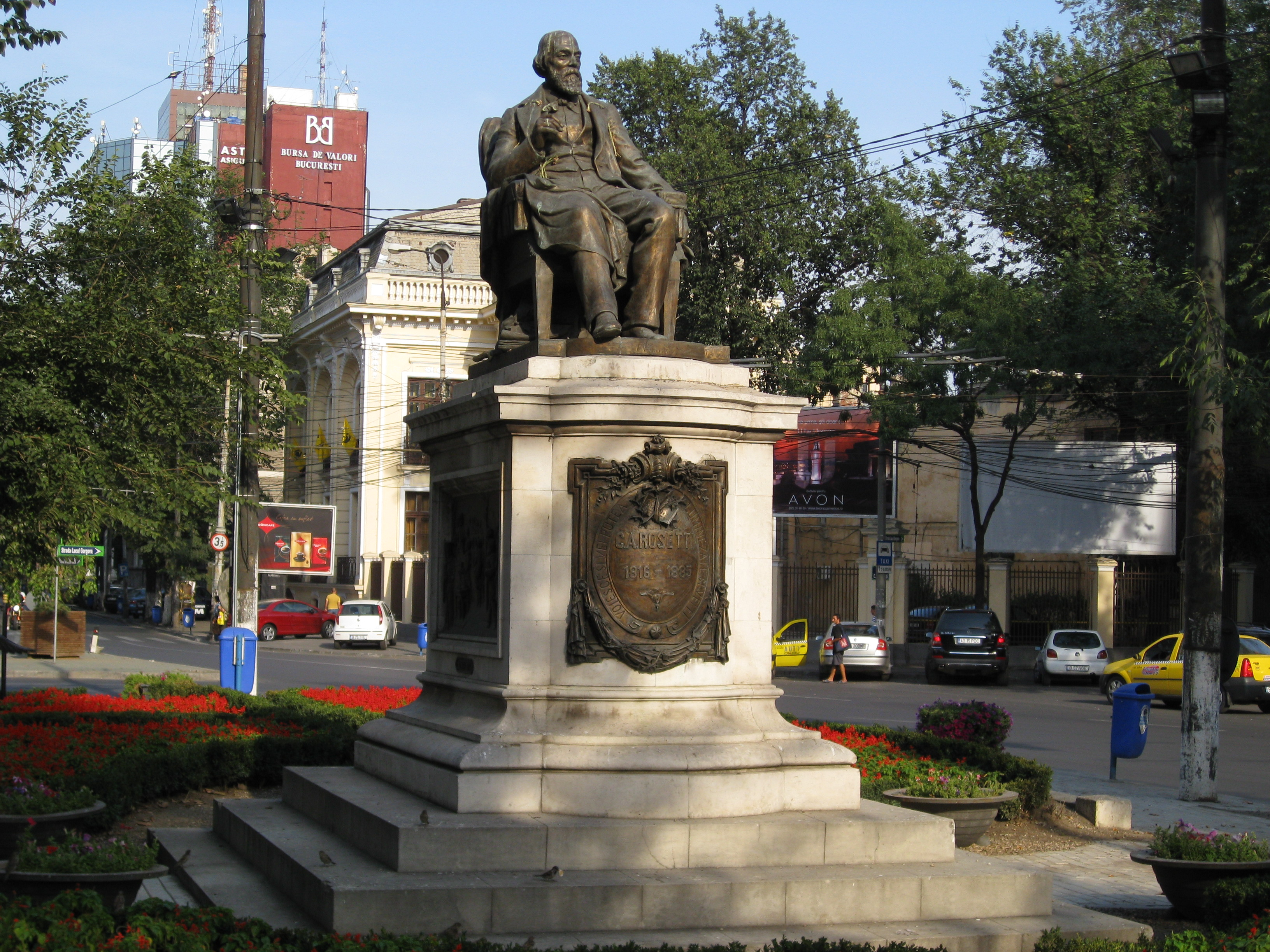
مجسمه روزتی، در مرکز میدان اپونیموس